# Scolaricia remanei
Scolaricia remanei är en ringmaskart som beskrevs av Hartmann-Schröder 1974. Scolaricia remanei ingår i släktet Scolaricia och familjen Orbiniidae. Inga underarter finns listade i Catalogue of Life.